# Lapidariu

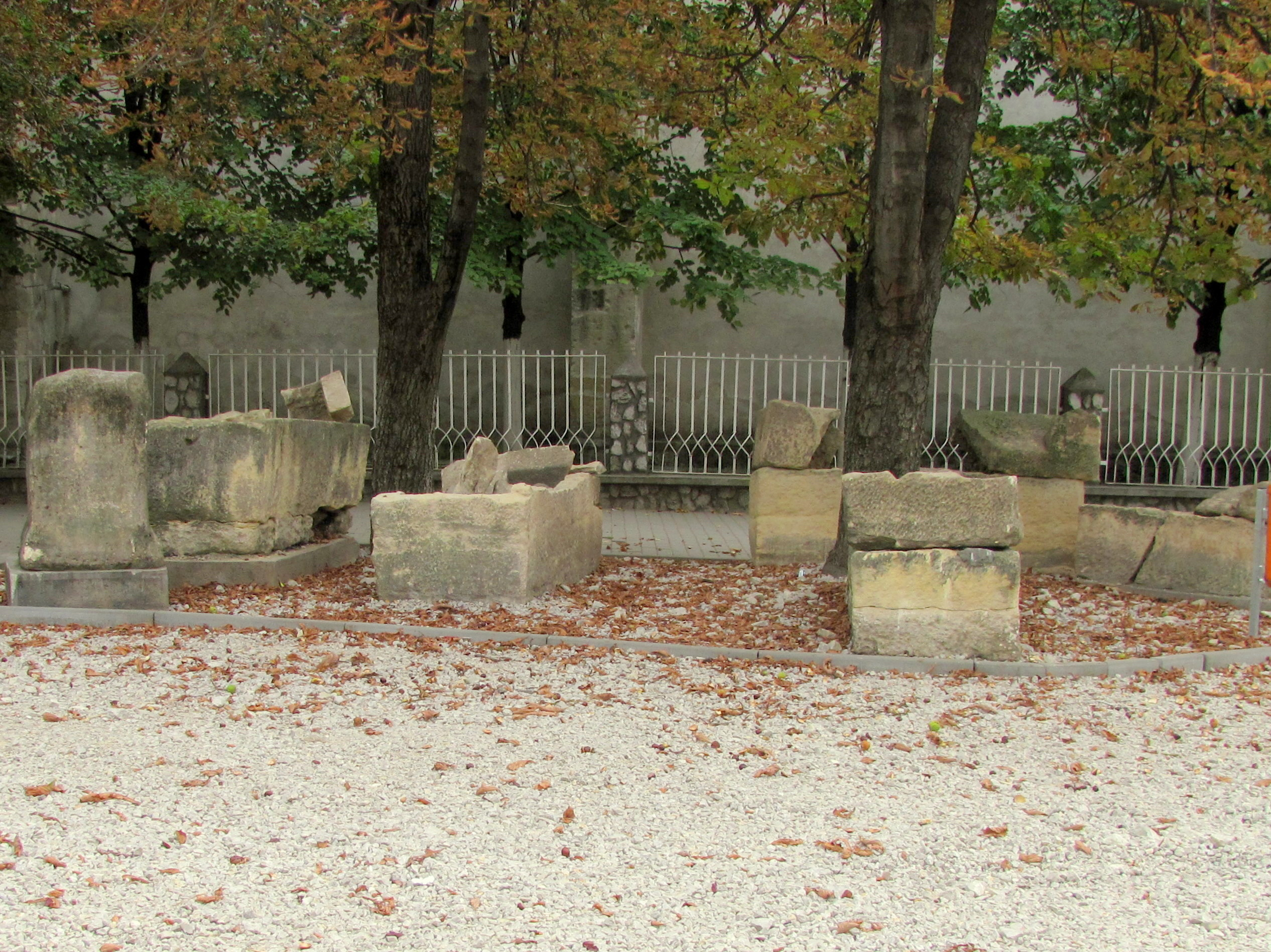
Fostul amplasament al Lapidariului din Turda

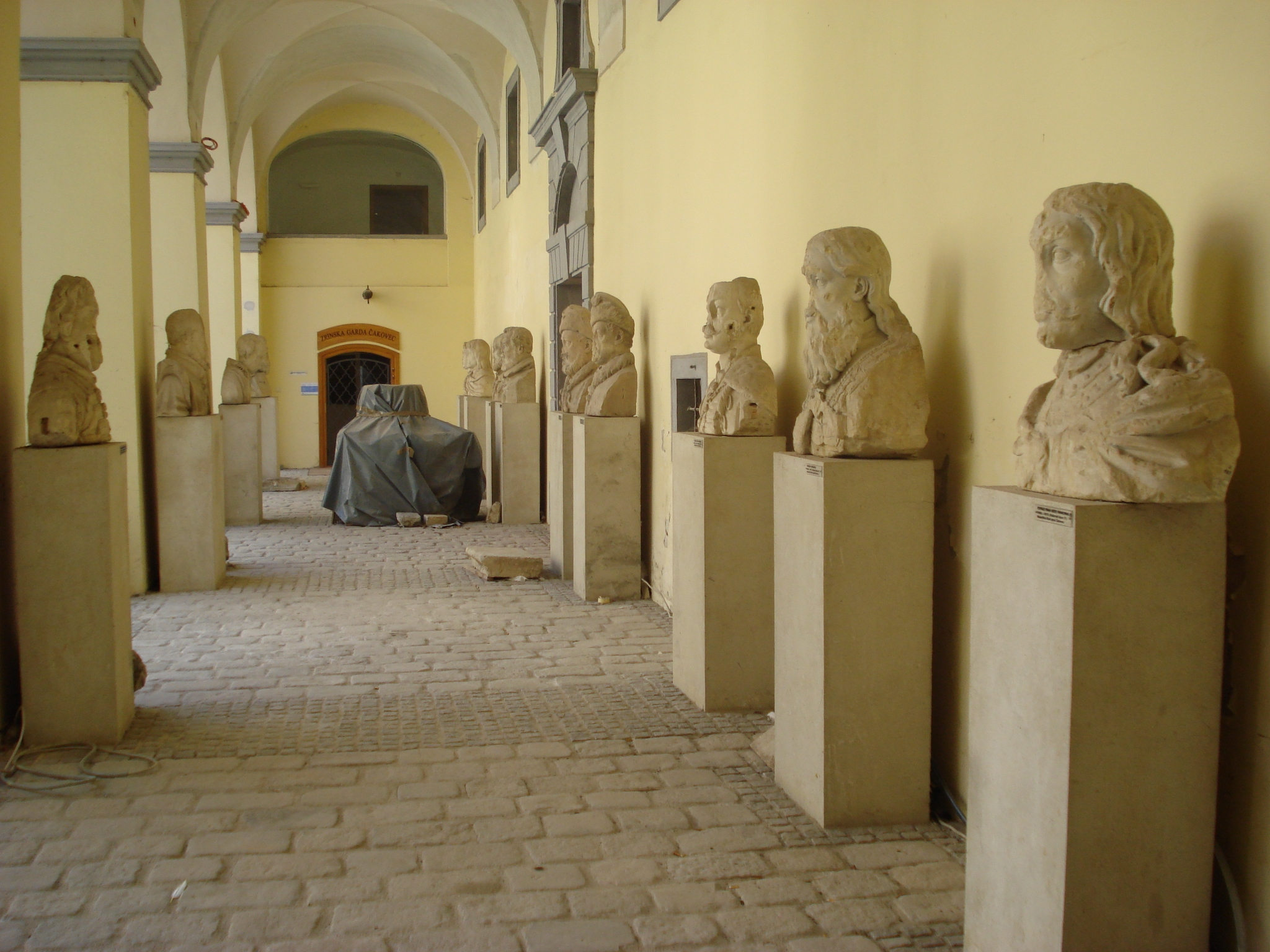
Lapidariul din Čakovec, Croația

Lapidariu (din latină lapidarium) este denumirea dată unei colecții de pietre mari sculptate sau gravate, ca basoreliefuri, statui, pietre de mormânt etc. Aceeași denumire o poartă și locul în care se păstrează o astfel de colecție.

## Descriere
Lapidariul din Turda s-a aflat într-un mic parc din centrul orașului Turda, mărginit de Biserica Reformată-Calvină din Turda-Veche, Liceul Teoretic Jósika Miklós (fosta Școală Teodor Murășanu), Muzeul de Istorie și de fostul Palat al Finanțelor. In prezent se află în incinta păzită a Muzeului de Istorie.
În colonada ce înconjoară Catedrala Reîntregirii Neamului din Alba Iulia este organizat un lapidariu cu piese antice romane și piese medievale, descoperite în oraș și în localități din județ.
Muzeul Castelul Corvinilor, înființat în 1974 cuprindea inițial piese de lapidariu provenite de la lucrările de restaurare efectuate asupra monumentului la sfârșitul secolului al XIX-lea și începutul secolului al XX-lea. Actualmente muzeul deține și colecții de arheologie. 
Pe o latură a colonadei din jurul Catedralei Reîntregirii Neamului din Alba Iulia este organizat un lapidariu cu piese romane și medievale.
În Cetatea Oradea a fost amenajat un lapidariu la subsol, cu spații expoziționale, spații de depozitare, spații de cercetare, laboratoare, spații administrative, cafenea, spațiu comercial, garderobă, spații pentru secretariat și informații, sală de lectură, bibliotecă virtuală, grupuri sanitare și punct termic, însumând 5.909,60 metri pătrați restaurați și refuncționalizați.
În Biserica Neagră, din Brașov, este organizat un lapidariu reprezentativ.
În capela sudică a Bisericii Evanghelice fortificate din Hărman, menționată pentru prima dată într-un document din 1240, a fost oganizat un lapidariu. 
În Muzeul Național de Istorie a României, din București, există un lapidariu în care, pe lângă pietre funerare medievale există și o copie a Columnei lui Traian, de la Roma. 
În Muzeul Colecțiilor de Artă, din București, în lapidariul Galeriei de Artă Veche Românească, se păstrează o serie de piese de sculptură în piatră, care au aparținut inițial unor monumente de arhitectură veche românească, monumente dispărute în diferite circumstanțe, unele demolate în beneficiul unor sistematizări de la finele secolului XIX, altele rezultând din demolările iraționale din anii '80, între care pietre de mormânt, pisanii, ancadramente de uși și ferestre, coloane monumentale și baze de coloană, capitele etc.

În micul lapidariu de lângă Biserica Stavropoleos, din București, pe lângă alte exponate se păstrează și două console ale balustradei ornamentale ale Turnului Colței. 